# 1528 en musique classique
| \| • Retour à la chronologie générale de la musique classique • \| |
| Grèce • Rome • Haut Moyen Âge • VIIIe siècle • IXe siècle • Xe siècle • XIe siècle XIIe siècle • XIIIe siècle • XIVe siècle • XVe siècle • XVIe siècle • XVIIe siècle XVIIIe siècle • XIXe siècle • XXe siècle • XXIe siècle |
| • Retour à la chronologie générale de la musique classique • |

| Années en musique classique : 1525 - 1526 - 1527 - 1528 - 1529 - 1530 - 1531    |
| Décennies en musique classique : 1490 - 1500 - 1510 - 1520 - 1530 - 1540 - 1550 |

## Naissances

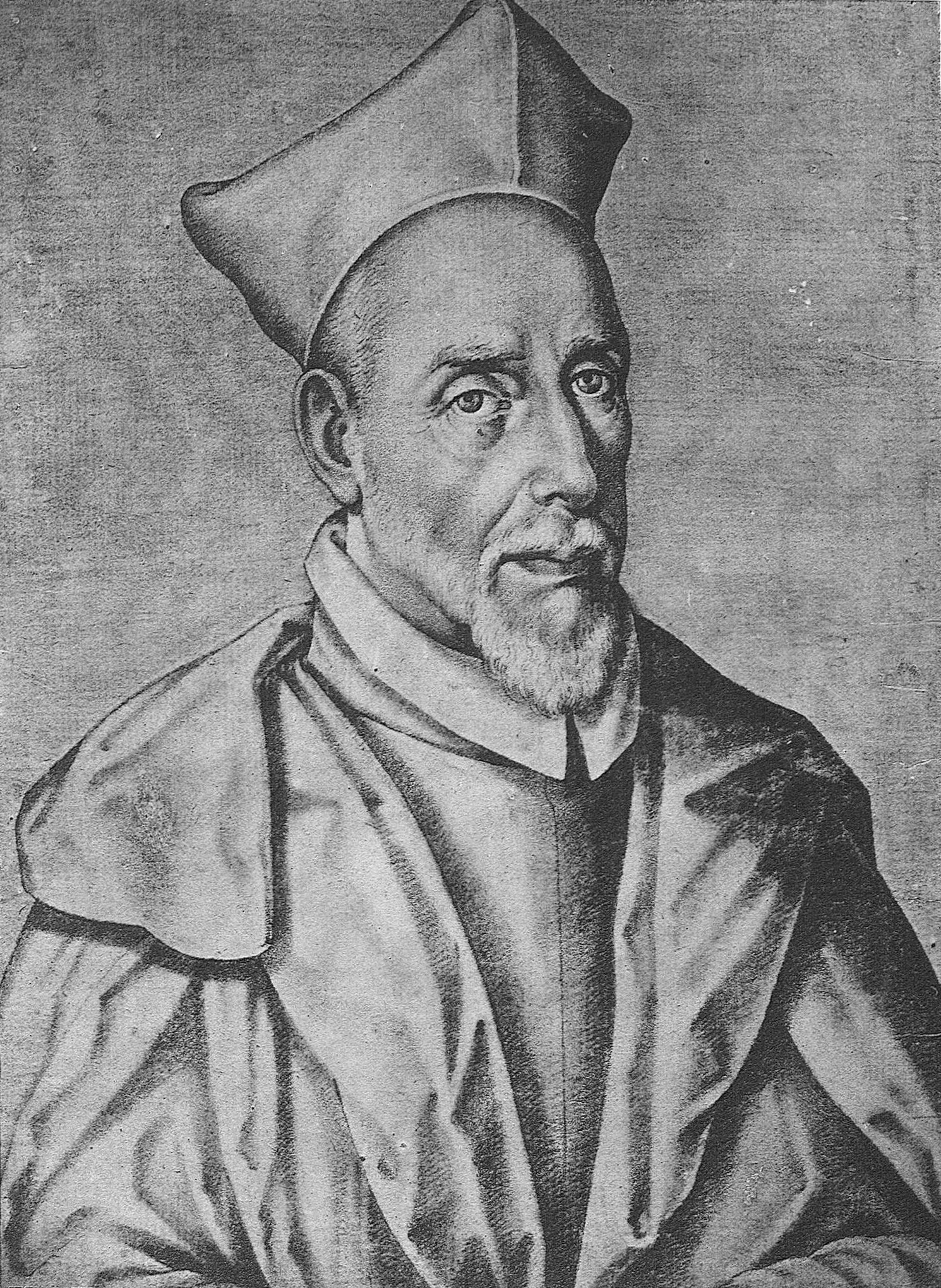
Francisco Guerrero

- 4 octobre : Francisco Guerrero, compositeur espagnol († 8 novembre 1599).

## Décès
- 1er avril : Francisco de Peñalosa, compositeur espagnol (° 1470).